# Stoomvaart-Maatschappij Nederland
La Stoomvaart-Maatschappij Nederland (« Compagnie de bateaux à vapeur des Pays-Bas » en néerlandais) ou SMN, également connue sous le nom de Nederland Line était une compagnie maritime néerlandaise dont l'activité s'est étalée sur un siècle entre 1870 et 1970, date de sa fusion avec plusieurs autres compagnies pour former la « Nederlandsche Scheepvaart Unie » plus connue sous le nom de Nedlloyd. Le slogan de la compagnie, qui reprenait son anagramme était « Semper Mare Navigandum » (« La mer doit toujours être naviguée »).